# Casa Joan Salvans i Armengol
|  | Pel que fa a la casa veïna també coneguda com la Casa Joan Salvans, vegeu Casa Lluís Salvans i Armengol. |

La Casa Joan Salvans i Armengol, o simplement Casa Joan Salvans, és un edifici del centre de Terrassa, situat al carrer de Sant Antoni, inclòs a l'Inventari del Patrimoni Arquitectònic de Catalunya.

## Descripció

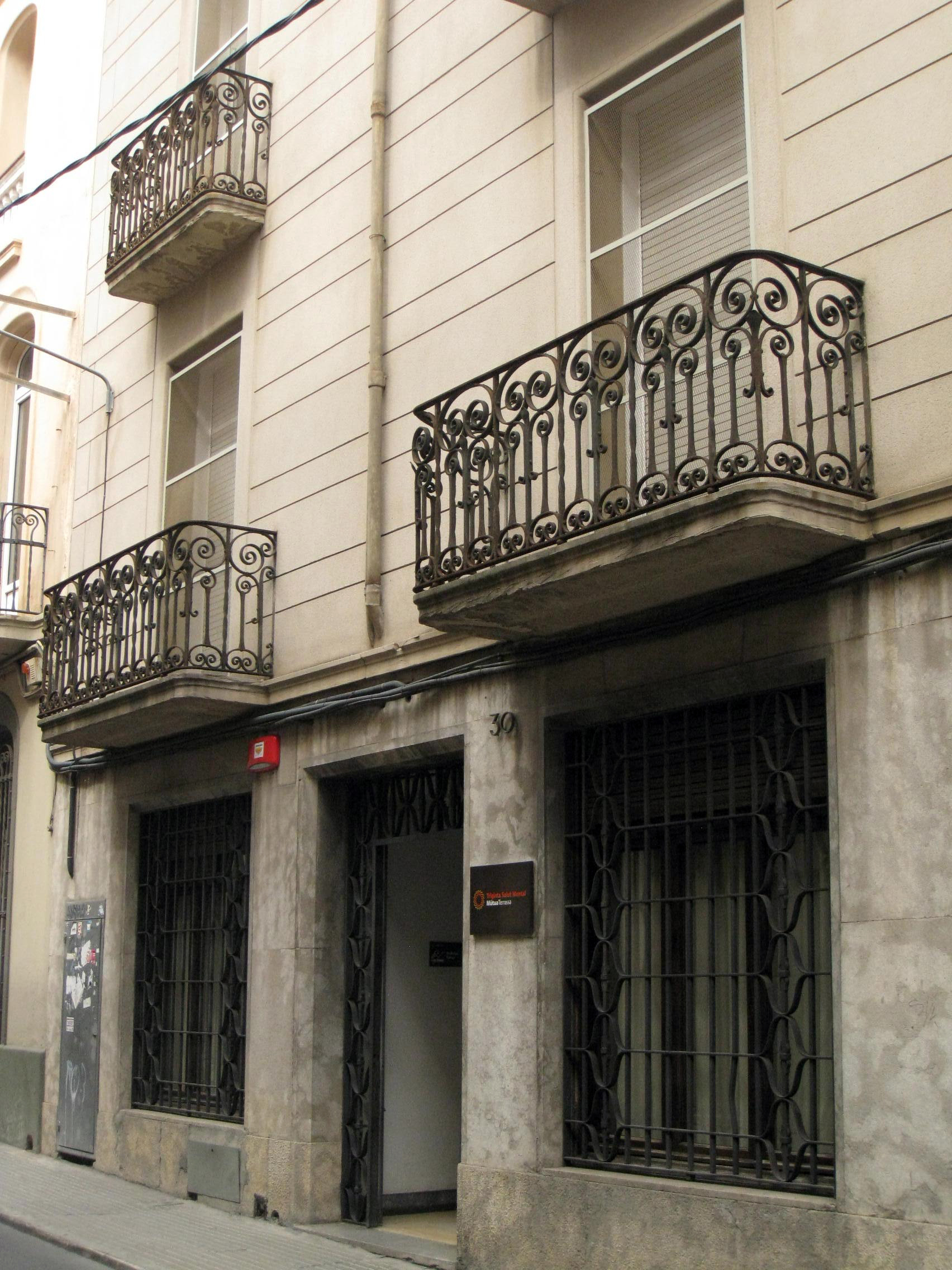
Detall dels forjats de la planta baixa i dels balcons

És un habitatge unifamiliar entre mitgeres, de planta rectangular, format per planta baixa i tres pisos. La façana presenta una distribució simètrica de les obertures. A la planta baixa hi ha una porta centrada i dues finestres, damunt de les quals hi ha balcons al primer i al segon pis. Un conjunt de tres finestres amb ampit aparellades completen la composició. L'edifici es corona amb una cornisa motllurada.

## Història
És un edifici bastit l'any 1915 per l'arquitecte Lluís Muncunill. Forma part del conjunt d'habitatges del carrer de Sant Antoni, on hi ha predomini de l'arquitectura eclèctica. Actualment l'edifici pertany a la Mútua de Terrassa, que hi té la residència Triginta, per a persones amb disminució a causa d'una malaltia mental.